# Ying Yong

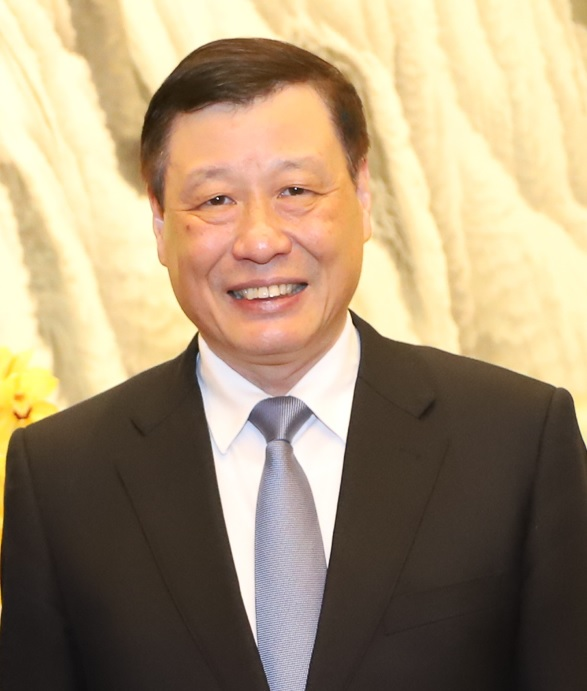
Ying Yong (Mai 2019)

Ying Yong (chinesisch: 应 勇; pinyin: Yīng Yǒng; * November 1957 in Xianju, Provinz Zhejiang) ist ein chinesischer Politiker, der von 2017 bis 2020 Bürgermeister von Shanghai war. Er wurde ab 2003 in der Provinz Zhejiang bekannt und diente als Präsident des Obersten Gerichtshofs der Provinz. Bevor er stellvertretender Parteichef von Shanghai wurde, diente er als Leiter der Organisationsabteilung des Kommunalausschusses der Stadt Shanghai.

## Leben
Ying wurde im Bezirk Xianju in der Provinz Zhejiang in der Nähe der Stadt Taizhou geboren. Er trat im April 1979 in die Kommunistische Partei Chinas ein. Er besitzt einen Abschluss in Rechtswissenschaften von der Chinesischen Universität für Politikwissenschaft und Recht und der Hangzhou-Universität (heute Teil der Zhejiang-Universität). Er begann seine Karriere im Bezirk Huangyan, Zhejiang, wo er für das Industriebüro des Bezirks und die örtliche Polizeiwache arbeitete. Danach diente er als Bürgermeister der Kleinstadt Chengguan. In Taizhou arbeitete er sich sukzessive durch die bürokratische Hierarchie, leitete die Abteilung für öffentliche Sicherheit und dann die Kommission für Politik und Recht (Zhengfawei). Anschließend wurde er Polizeichef und Chef der Kommission für Politik und Recht des benachbarten Shaoxing.
Ying wurde 1995 an die Provinzregierung befördert und diente als stellvertretender Polizeipräsident der Provinz, dann als Leiter des Provinzamts zur Bekämpfung illegaler Drogen und als Leiter der Anti-Terror Abteilung. Im Juli 2003 wurde Ying zum stellvertretenden Sekretär der Provinzialkommission für Disziplinarinspektion befördert und einige Monate später zum gleichzeitigen Leiter der Aufsichtsbehörde der Provinz. Zu dieser Zeit war Xi Jinping der Parteichef der Provinz. Daher wird Ying von politischen Beobachtern als Mitglied der „Zhejiang Armee“ benannt, Politiker, die einst unter Xi gearbeitet haben und seine Regierungsphilosophien teilen.
Im November 2006 wurde Ying zum Präsidenten des Obersten Gerichts der Provinz Zhejiang ernannt. Im Januar 2008 wurde Ying Präsident des Obersten Gerichtshofs von Shanghai. Im April 2013 wurde er zum Leiter der Organisationsabteilung des Parteikomitees der Stadt Shanghai ernannt und Mitglied des Ständigen Ausschusses der Stadtpartei. Im Juni 2014 wurde er zum stellvertretenden Parteichef ernannt und beaufsichtigte die Parteiangelegenheiten und die städtische Parteischule. Im September 2016 erhielt er außerdem das Amt des Vizebürgermeisters. Dies wurde als höchst ungewöhnlich angesehen, da die stellvertretenden Parteichefs in der Regel nicht gleichzeitig stellvertretende Regierungspositionen innehaben. Der Schritt wurde daher als Vorbereitung von Ying für höhere Ämter interpretiert, wahrscheinlich als zukünftiger Bürgermeister von Shanghai. Am 20. Januar 2017 wurde Ying Yong als Nachfolger von Yang Xiong tatsächlich zum Bürgermeister von Shanghai gewählt. Ying war der erste Bürgermeister seit Zhu Rongji, der den Großteil seiner Karriere außerhalb der Gemeinde verbracht hat. Im Rahmen der COVID-19-Pandemie wurde er zum neuen Parteisekretär der schwer betroffenen Provinz Hubei ernannt und ersetzte Jiang Chaoliang. Aus Altersgründen gab er diesen Posten Ende März 2022 auf und wurde von Wang Menghui ersetzt.
Ying war Delegierter des 18. Parteitags und Delegierter des 11. und 12. Nationalen Volkskongresses der kommunistischen Partei. 2017 wurde er zum Vollmitglied des 19. Zentralkomitees der Kommunistischen Partei Chinas gewählt.